# Och-introducering
Och-introducering eller introducering av konjunktion är en logisk härledningsregel inom satslogiken med formen:
{\displaystyle {\begin{array}{cc}A&\mathrm {(premiss} )\\B&\mathrm {(premiss} )\\\hline A\land B&\mathrm {(slutsats)} \end{array}}}
Det vill säga om de båda enskilda satserna A och B är sanna så är satsen "A och B" också sann.